# 海南远志
海南远志（学名：Polygala hainanensis）为远志科远志属下的一个种。其种加词“hainanensis”意为“海南的”。

## 变种
- Polygala hainanensis var. strigosa Chun & F.C.How